# チャールズ・ジャクソン
チャールズ・エドワード・ジャクソン（Charles Edward Jackson、1993年5月22日 - ）はアメリカ合衆国出身のプロバスケットボール選手。ポジションはセンター。B.LEAGUEの京都ハンナリーズに所属。

## アマチュア選手時代
ラッセン・コミュニティ大学に入学後、2012-13シーズンは1 試合平均 11.4 リバウンド、2.5 ブロック、12.2得点を記録、21試合でダブルダブルを記録した。2013-14シーズンからはサザン アイダホ大学に転校したが、シーズン初めにに足を骨折し、出場は16試合に留まり、1 試合平均17.8分の出場で平均 5.8 ポイント、5.6 リバウンドを記録した。2014-15シーズンはNCAA一部　Ohio Valley Conferenceのテネシー工科大学に転校して同校のゴールデン イーグルスに所属し、30 試合に出場。1 試合あたり平均 13.0 ポイント、9.5 リバウンド、1.1 スティール、1.3 ブロックを記録し、OVC All-Newcomer Teamに選出された。

## プロ選手時代

### ニュージーランド (2015–2016)
2015 年の NBA ドラフトで指名はされず NBA サマーリーグではフィラデルフィア 76ersで、4 試合に出場、平均 7.5 得点と 6 リバウンドを記録した。 。
2015年8 月に、NBLニュージーランド ブレイカーズと2015-16シーズン契約を交わした 。 10月7日のシーズン開幕戦では12得点と7リバウンドを記録した 。12月5日のタウンズビルクロコダイル戦では22得点を記録した  。2016年1月17日のイラワラホークス戦では、ダブルオーバータイムの末に103-96で敗れ、ジャクソンは2回目のオーバータイムでファウルアウトになったが、この試合で11ポイントと18リバウンドを記録した 。この試合ではオフェンシブ リバウンドを10 回記録したが、 1 試合 10 回のオフェンシブ リバウンドはチームの歴史で最高記録で、リーグ全体でも2007 年 1 月以来の記録となった. 。ジャクソンは 2015-16シーズンは 33 試合すべてに出場し、1 試合あたり平均 10.3 得点、7.7 リバウンド、1.1 ブロックを記録した。
2016年3月9日、ジャクソンはウェリントン・セインツと2試合の短期契約を結び 、２試合で合計26得点を記録した 。

### デラウェア 87ers (2016)
2016年3月18日にNBA デベロップメント リーグのデラウェア 87ersと契約した 。彼は2015–16シーズンの残り6試合に出場し、1試合あたり21.8分の出場で平均7.2得点、7.8リバウンド、1.0スティール、1.2ブロックを記録した。スーフォールズ・スカイフォース戦では13 リバウンドを記録 、4月1日のウェストチェスター・ニックスとのシーズン最終戦で、ジャクソンは10得点11リバウンドのダブルダブルを記録した。

### ヨーロッパでのキャリア (2016–2019)
2016年8月7日にトルコのサカリヤ BB（英語版）と契約した  。10月1日に初出場し、デュズジェ ベレディエシ戦では出場時間12分で2 得点、5 リバウンド、1 スティール、1 ブロックを記録してチームの勝利に貢献した 。
2018年6月26日、バスケットボール ブンデスリーガ(BBL) とバスケットボール・チャンピオンズリーグに所属するテレコム・バスケッツ・ボンと2018-19シーズンの契約した 。リーグ戦では22試合に出場し、1試合平均20.9分の出場で、13.0得点、6.4リバウンド、1.3アシスト、1.0スティール、フィールドゴール成功率70.2パーセント、プレーオフでは3試合に出場し、1試合平均23.0分の出場で、21.0得点、6.3リバウンド。1.0スティール、1.0ブロック、フリースロー成功率71.4パーセント、バスケットボールチャンピオンズリーグでは、7試合に出場し、1試合平均24.1分の出場で、14.1得点、5.1リバウンド、1.7アシスト、1.3スティールという成績を残した。

### 日本 (2019–現在)
2019年8月29日、サンロッカーズ渋谷との契約が発表された 。
2021年5月24日、広島ドラゴンフライズとの契約が発表された。
2022年6月29日、横浜ビー・コルセアーズとの契約が発表された。
2023年6月14日、京都ハンナリーズとの契約が発表された。